# Irereo Gleofathach
Irereo Gleofathach („Biegły”) – legendarny zwierzchni król Irlandii z dynastii Milezjan (linia Eremona) w latach 229-222 p.n.e. Syn Melge'a Molbthacha („Chwalebnego”), zwierzchniego króla Irlandii.
Objął, według średniowiecznej irlandzkiej legendy i historycznej tradycji, władzę po zamordowaniu swego poprzednika i kuzyna, Aengusa II Ollama („Uczonego”). Rządził Irlandią przez siedem lat, gdy zginął w Ulaid z ręki Fercorba, syna arcykróla Modcorba z milezjańskiej linii Emera. Pozostawił po sobie syna Connlę Caema („Przystojnego”), przyszłego mściciela śmierci ojca oraz zwierzchniego króla Irlandii.